# Мошовце

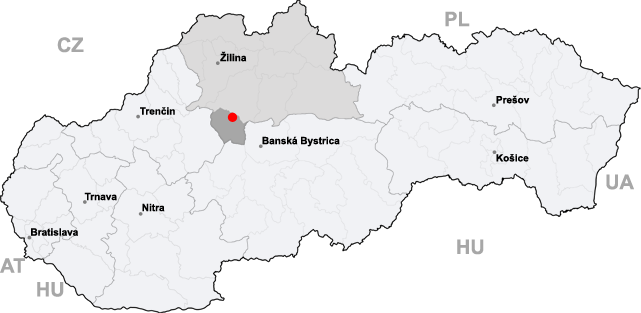
Мошовце в Словакии

Мошовце (словац. Mošovce) — село в районе Турчьянске Теплице Жилинского края Словакии.

## История
Мошовце — одно из крупнейших сел Турца. Богатая история этого села документирована не только письменной хроникой, которая ведётся уже более чем 770 лет, но и большим количеством достопримечательностей. Первым документом о селе Мошовце является документ короля Андрея II 1233 года.
Мошовце основаны из двух сел: Махиух, располагался на территории сегодняшнего Старого Рада'. Современное название городка произошло од названия второго села Терра Моис. Оно располагается на территории сегодняшнего Видрмоха. Название второго села означает Земля Мойши. Судя по названию можно предположить, что в древних веках село принадлежало Мойше, что могло быть сокращенной формой сложенего славянскего имени Мойтех, похожего на Войтех или Моймир. В течение истории это имя менялось, од Мошовых, Мошоц, Мошовец, вилла региа Маиос алио номине Мошовых, оппидум Маиус суе Мосоцз, Мосоцз олим Маиус — по настоящие Мошовце.
Составной частью села является также бывший хутор Хорнуков, который сохранился до сегодняшнего дня под названием Черняков.
Мошовце развивались как королевский посёлок со свободной адвокацией. С середины XIV века посёлок получил статус городка, подчинённого замку Блатница. В 1527 году мошовское владение попало в руки семьи Ревай, которая почти 400 лет нарушала городские привилегии Мошовец.
В прошлом Мошовце являлись важным центром ремесел в регионе Турьец. Ремёсла развивалась очень быстро и в городке было около 15 цехов. Дольше всех удержался цех сапожников и скорняжников. Сегодня Мошовце и окрестности можно характеризовать как большой туристический регион с многими достопримечательностями.

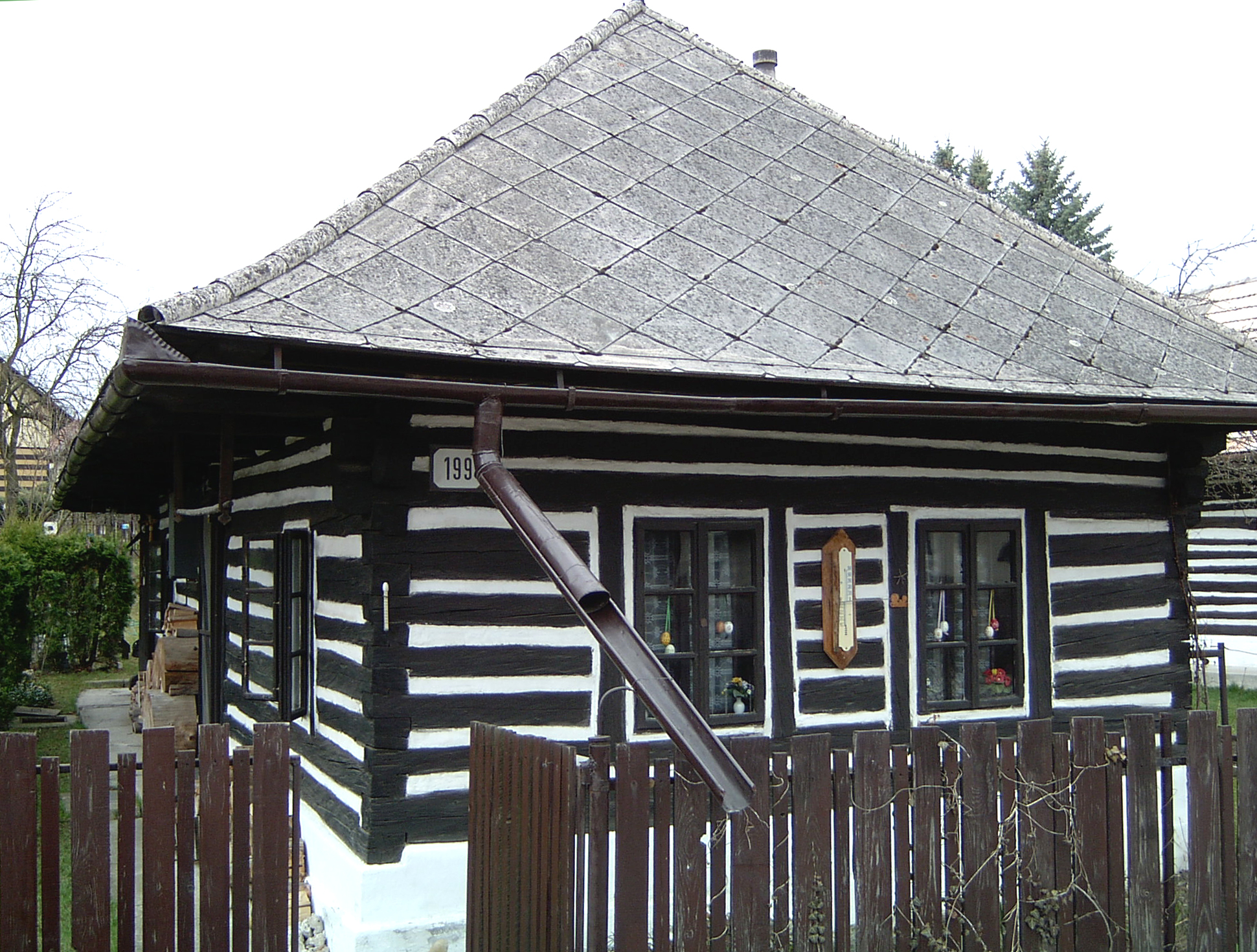
Оригинальная архитектура домов — Мошовце

## Население
| Год:                | 1994 | 2004    | 2014    | 2024    |
| ------------------- | ---- | ------- | ------- | ------- |
| Количество человек: | 1340 | 1359    | 1328    | 1342    |
| Разница:            |      | +1,41 % | −2,28 % | +1,05 % |

## Достопримечательности
Самое интересное здание — рококо-классический замок из второй половины XVIII века с большим английским парком. Следующее интересные места: дом Яна Коллара, неоготическая церковь с ценным алтарём, лютеранская церковь 1784 года, мавзолей с музеем ремёсел, теплица в стиле Модерн и павильон 1800 года.

## Природа
Природа здесь прекрасна. Комплекс исторических аллей является частью горного массива Велька Фатра. Этот горный массив является одним из самых привлекательных туристических мест в Словакии. Включает в себя Известняк и Доломит удивительных форм и великой красоты. Удивительной красоты долины Гадерская, Блатницкая привлекают любителей природы со всей Европы.

## Известные уроженцы
В селе Мошовце родились многие представители словацкой интеллигенции: композитор Фрицо Кафенда (1883—1963), писательница Анна Лацкова-Зора (1899—1988), литературный критик, историк и поэт Штефан Крчмери (1892—1955), барочный драматург Юр Тесак Мошовский (1547–1617), и основатель добровольных пожарников в Словакии, Милослав Шмидт (1881–1934).
Пожалуй самым ярким представителем этого городка является великий славянский поэт, философ и лютеранский священник Ян Коллар (1793—1852), который сочинением стихотворении «Дочь славы» повлиял как минимум на две народные литературы. «Дочь славы» стала гимном патриотов того времени. Стихотворение было переведено на многие славянские и неславянские языки.
В деревне также родился Ян Эмануэль Добруцкий, лютеранский священнослужитель и серболужицкий писатель словацкого происхождения, и Александер Горват, футболист. Жили и работали там Изак Абрахамидес (религиозный писатель и ведущий представитель Словацкой Реформации), Элиаш Лани (поэт, религиозный писатель и церковный сановник) и Даниэль Крман (церковный и общественно-политический деятель). В деревне также учился Михал Милослав Годжа, филолог, лютеранский священник, писатель и поэт.

## Иллюстрации

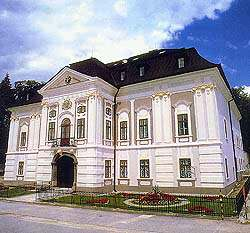
Рококо-классический замок в Мошовце
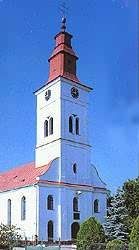
Евангелическая церковь
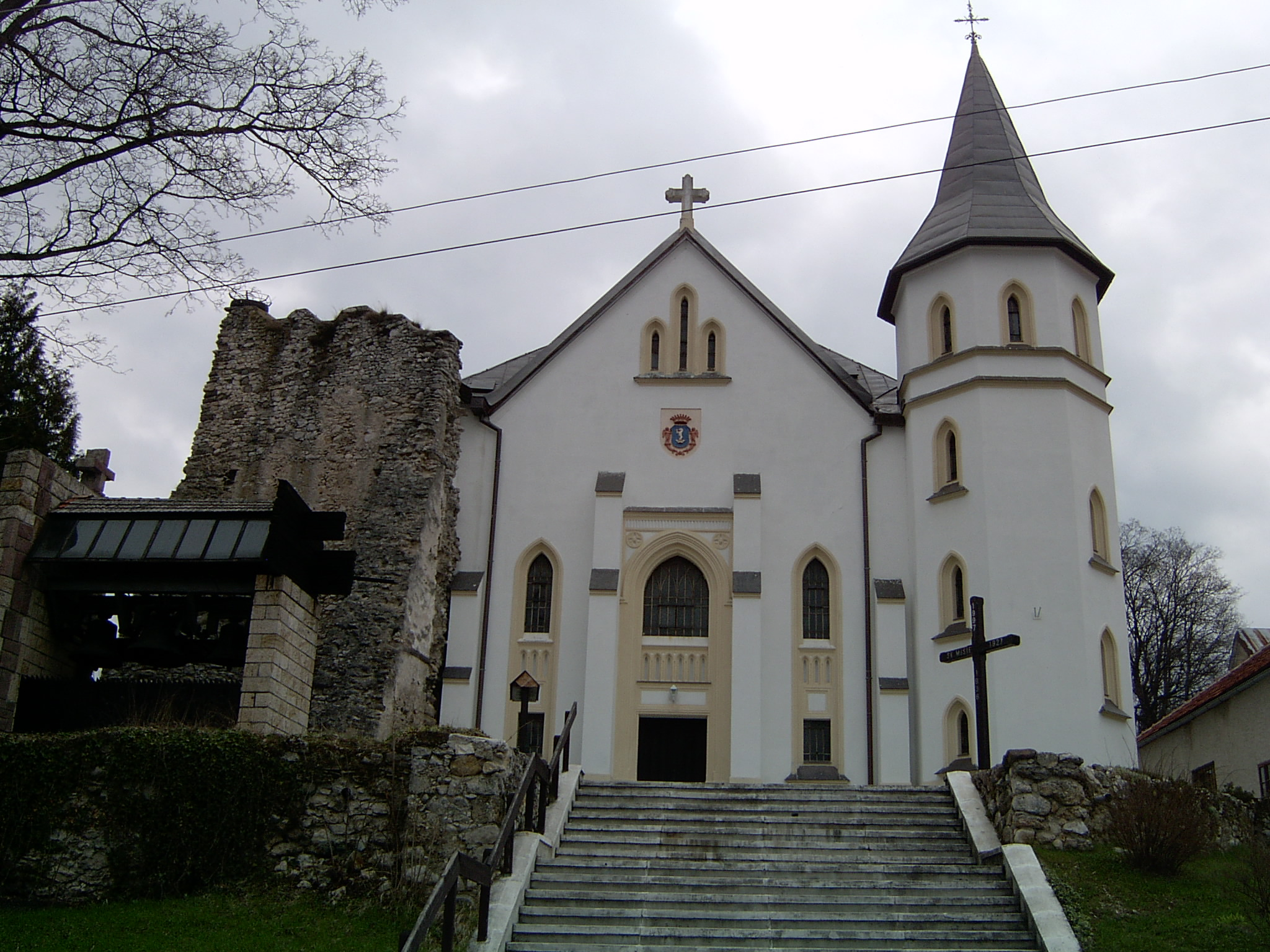
Католическая церковь
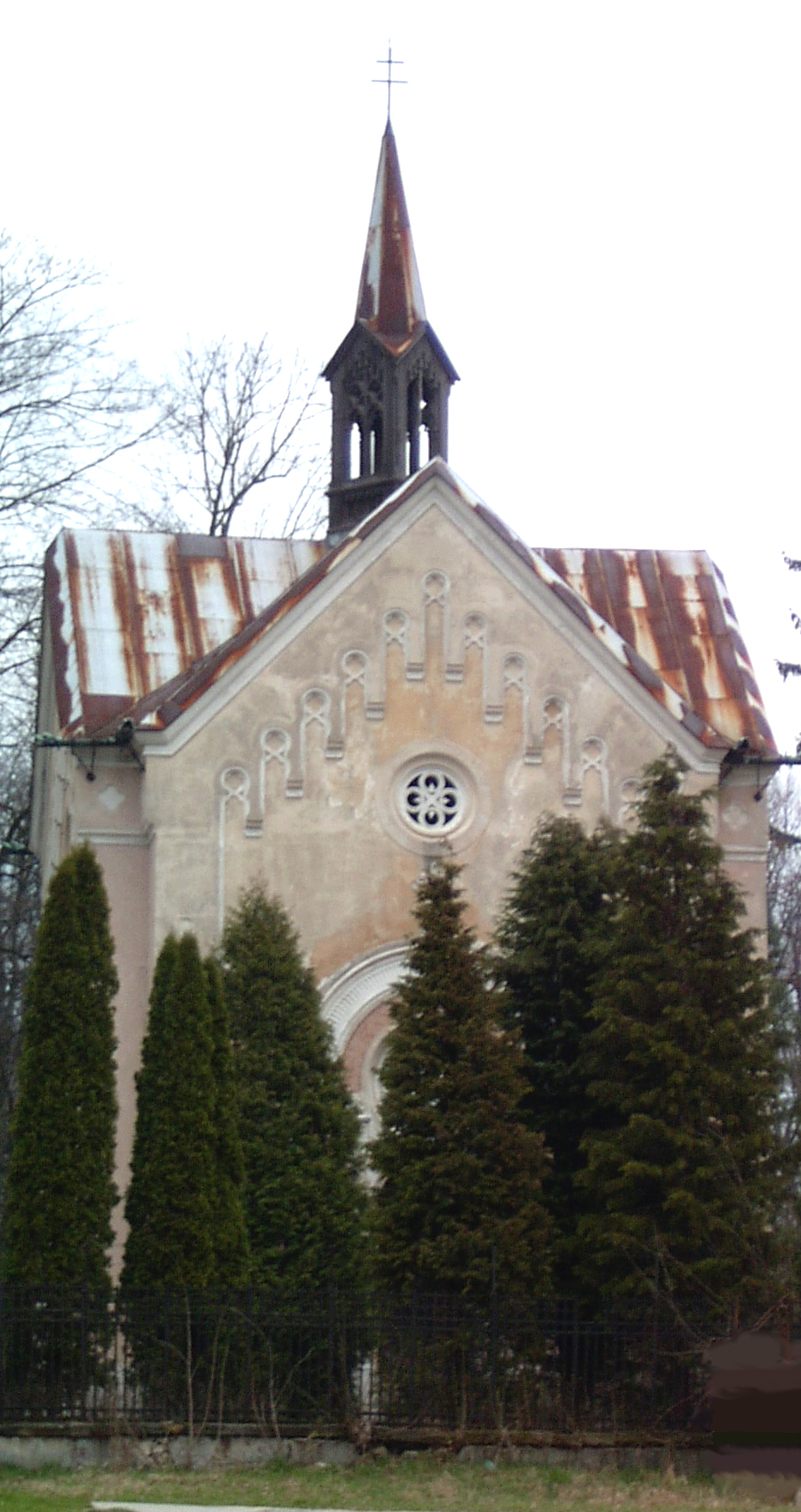
Капелла, мавзолей, сегодня музей
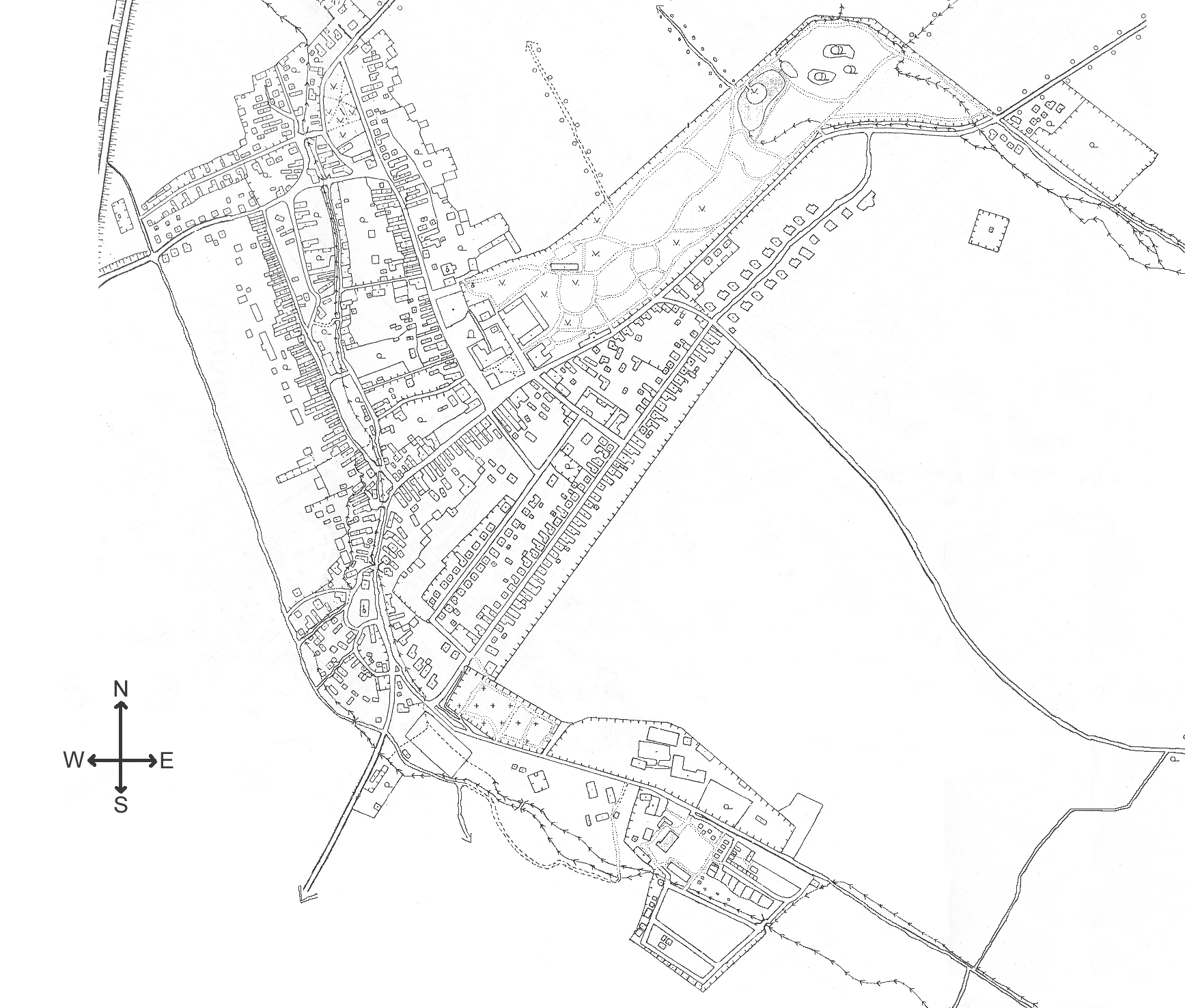
Карта Мошовце